# Роуз Боул (матч)
«Роуз Боул» (англ. Rose Bowl, с англ. — «матч „Розовой чаши“» или «Кубок роз», официальное название Пасадинский турнир роз, англ. Pasadena Tournament of Roses) — традиционный матч по американскому футболу, проводящийся ежегодно 1 или 2 января на стадионе «Роуз Боул» в Пасадине (Калифорния, США). Первоначально входил в комплекс спортивных соревнований, сопровождавших парад передвижных платформ, но со временем приобрёл самостоятельное культурное значение. На протяжении большей части своей истории представляет собой встречу ведущих университетских футбольных команд западных и восточных штатов и является старейшим из университетских футбольных соревнований в США, проводимых в настоящее время (с чем связано прозвище «Всеобщий дедушка», англ. Granddaddy of Them All). Дважды игра была перенесена из Пасадины. В 1942 году матч по соображениям безопасности был сыгран в Дареме после того, как японский флот атаковал Перл-Харбор. Игра 2021 года была перенесена в Даллас в связи с запретом на посещение спортивных мероприятий в Калифорнии из-за роста заболеваемости COVID-19.

## История
Корни соревнования уходят в 1890 год, когда 1 января в Пасадине местный охотничий клуб организовал парад передвижных платформ, призванный привлечь туристов из холодных восточных штатов. Парад как основное мероприятие сопровождался фестивалем, включавшим в себя любительские соревнования по разным видам спорта. С 1897 года парад, получивший название «Пасадинский турнир роз», и сопутствующие спортивные состязания проводятся Ассоциацией турнира роз.
Американский футбол был впервые включён в программу фестиваля в 1902 году в связи с растущей популярностью этого вида спорта. Ведущая команда запада страны, сборная Стэнфордского университета, принимала в товарищеском матче сборную Мичиганского университета. Однако игра оказалась односторонней, и гости (чей тренер всего за год до этого возглавлял стэнфордскую команду) одержали в ней победу со счётом 49:0. После этого футбол исчез из программы фестиваля более чем на десятилетие, а его место в эти годы занимали гонки колесниц.
Вторая попытка, состоявшаяся в 1916 году, оказалась для организаторов более удачной, когда команда Колледжа штата Вашингтон взяла верх над гостями из Брауновского университета. С этого момента футбольные матчи в рамках новогоднего фестиваля в Пасадине стали ежегодными. Обычно в них встречались команды вузов, хотя в 1918 и 1919 годах вместо этого в матчах участвовали сборные, укомплектованные военнослужащими. В 1922 году в Пасадине завершилось строительство стадиона «Роуз Боул», и с 1923 года новогодний матч проводится на этом стадионе, в результате неофициально получив то же название.
В 1924 году в регламенте соревнования произошли изменения: если до этого оргкомитет Парада роз выбирал обе участвовавшие команды, то теперь он определял только команду с Западного побережья, а та сама подбирала себе соперников с Востока. Популярность футбола, и Роуз Боула в частности, привела к тому, что в 1920-е и 1930-е годы стадион, на котором проводился матч, продолжал расширяться. Уже к моменту завершения строительства он был крупнейшим университетским футбольным стадионом в США и вмещал 57 тысяч зрителей, но 1928 году количество зрительских мест достигло 76 тысяч, а к Олимпийским играм 1932 года были добавлены ещё 7 тысяч. В рамках Игр «Роуз Боул» принимал трековые велогонки. В 1926 году с Роуз Боула велась первая в истории радиотрансляция футбольного матча между командами Востока и Запада, а год спустя — первая межконтинентальная радиотрансляция спортивного мероприятия.
В 1935 году Ассоциация турнира роз отказалась от права выбора команды-участницы, представляющей запад страны. Вместо этого Конференция Западного побережья, входящая в систему NCAA, начала выбирать команду-участницу из числа выступающих в ней сборных. Некоторое время выбор команды-соперницы оставался прерогативой представителей Запада, но начиная с 1947 года процесс стал более формализованным. С этого времени в матчах традиционно участвовали ведущие на тот момент сборные конференций, в дальнейшем известных как Pac-12 и Big Ten. Обычно в матче участвуют чемпионы конференций (в 1963 году впервые в истории Роуз Боула в нём встретились команды, занимавшие 1-е и 2-е места в национальном рейтинге); исключение составляют годы, когда либо одна из команд-чемпионов играет в полуфинале национального первенства, либо официальная полуфинальная игра проводится на стадионе «Роуз Боул». В 1942 году, в связи с ограничением на массовые мероприятия на Тихоокеанском побережье из-за войны с Японией, матч проводился не в Пасадине, а в Дареме (Северная Каролина). Матч, вошедший в историю спортивных радиопередач, стал также частью истории спортивного телевидения. В 1948 году с него велась первая местная телетрансляция футбольного матча, в 1952 году — первая национальная телетрансляция университетской футбольной игры, а в 1962 году — первая национальная цветная телетрансляция университетского футбола.
C 1989 по 2014 год Роуз Боул был частью цикла матчей Bowl Championship Series, определявших команды-финалистки чемпионата США среди университетов (в 2002 году в рамках Роуз Боула проходила финальная игра чемпионата, а в 2010 году на стадионе Пасадины с разницей в неделю состоялись и Роуз Боул, и национальный финал). С 2015 года он является частью плей-офф национального вузовского первенства.

## Результаты
Команда Университета Южной Калифорнии владеет рекордами соревнования по количеству выступлений (34) и по количеству побед (24). Общее второе место в обеих категориях и первое среди команд гостей занимает сборная Мичиганского университета (соответственно 20 и 8).
По состоянию на 2013 год победители Роуз Боула 29 раз становились затем в том же сезоне чемпионами NCAA по футболу, а их игроки 17 раз завоёвывали Трофей Хайсмана — приз самому выдающемуся игроку сезона.
| Легенда                            |
| ---------------------------------- |
| Матч военных сборных               |
| Финал Bowl Championship Series     |
| Полуфинал College Football Playoff |

| Год  | Хозяева                                    | Хозяева | Гости                             | Гости |
| ---- | ------------------------------------------ | ------- | --------------------------------- | ----- |
| 1902 | Стэнфордский университет                   | 0       | Мичиганский университет           | 49    |
| 1916 | Колледж штата Вашингтон                    | 14      | Брауновский университет           | 0     |
| 1917 | Орегонский университет                     | 14      | Пенсильванский университет        | 0     |
| 1918 | Морская пехота Мар-Айленд                  | 19      | Лагерь Льюис — Армия США          | 7     |
| 1919 | Морская пехота Мар-Айленд                  | 0       | База ВМС Грейт-Лейкс              | 17    |
| 1920 | Орегонский университет                     | 6       | Гарвардский университет           | 7     |
| 1921 | Калифорнийский университет в Беркли        | 28      | Университет штата Огайо           | 0     |
| 1922 | Калифорнийский университет в Беркли        | 0       | Колледж Вашингтона и Джефферсона  | 0     |
| 1923 | Университет Южной Калифорнии               | 14      | Университет штата Пенсильвания    | 3     |
| 1924 | Вашингтонский университет                  | 14      | Военно-морская академия США       | 14    |
| 1925 | Стэнфордский университет                   | 10      | Университет Нотр-Дам              | 27    |
| 1926 | Вашингтонский университет                  | 19      | Алабамский университет            | 20    |
| 1927 | Стэнфордский университет                   | 7       | Алабамский университет            | 7     |
| 1928 | Стэнфордский университет                   | 7       | Питтсбургский университет         | 6     |
| 1929 | Калифорнийский университет в Беркли        | 7       | Технологический институт Джорджии | 8     |
| 1930 | Университет Южной Калифорнии               | 47      | Питтсбургский университет         | 14    |
| 1931 | Колледж штата Вашингтон                    | 0       | Алабамский университет            | 24    |
| 1932 | Университет Южной Калифорнии               | 21      | Тулейнский университет            | 12    |
| 1933 | Университет Южной Калифорнии               | 35      | Питтсбургский университет         | 0     |
| 1934 | Стэнфордский университет                   | 0       | Колумбийский университет          | 7     |
| 1935 | Стэнфордский университет                   | 13      | Алабамский университет            | 29    |
| 1936 | Стэнфордский университет                   | 7       | Южный методистский университет    | 0     |
| 1937 | Вашингтонский университет                  | 0       | Питтсбургский университет         | 21    |
| 1938 | Калифорнийский университет в Беркли        | 13      | Алабамский университет            | 0     |
| 1939 | Университет Южной Калифорнии               | 7       | Дьюкский университет              | 3     |
| 1940 | Университет Южной Калифорнии               | 14      | Университет Теннесси              | 0     |
| 1941 | Стэнфордский университет                   | 21      | Университет Небраски-Линкольна    | 13    |
| 1942 | Колледж штата Орегон                       | 20      | Дьюкский университет              | 16    |
| 1943 | Калифорнийский университет в Лос-Анджелесе | 0       | Университет Джорджии              | 9     |
| 1944 | Университет Южной Калифорнии               | 29      | Вашингтонский университет         | 0     |
| 1945 | Университет Южной Калифорнии               | 25      | Университет Теннесси              | 0     |
| 1946 | Университет Южной Калифорнии               | 14      | Алабамский университет            | 34    |
| 1947 | Калифорнийский университет в Лос-Анджелесе | 14      | Иллинойсский университет          | 45    |
| 1948 | Университет Южной Калифорнии               | 0       | Мичиганский университет           | 49    |
| 1949 | Калифорнийский университет в Беркли        | 14      | Северо-Западный университет       | 20    |
| 1950 | Калифорнийский университет в Беркли        | 14      | Университет штата Огайо           | 17    |
| 1951 | Калифорнийский университет в Беркли        | 6       | Мичиганский университет           | 14    |
| 1952 | Стэнфордский университет                   | 7       | Иллинойсский университет          | 40    |
| 1953 | Университет Южной Калифорнии               | 7       | Висконсинский университет         | 0     |
| 1954 | Калифорнийский университет в Лос-Анджелесе | 20      | Университет штата Мичиган         | 28    |
| 1955 | Университет Южной Калифорнии               | 7       | Университет штата Огайо           | 20    |
| 1956 | Калифорнийский университет в Лос-Анджелесе | 14      | Университет штата Мичиган         | 17    |
| 1957 | Колледж штата Орегон                       | 19      | Айовский университет              | 35    |
| 1958 | Орегонский университет                     | 7       | Университет штата Огайо           | 10    |
| 1959 | Калифорнийский университет в Беркли        | 12      | Айовский университет              | 38    |
| 1960 | Вашингтонский университет                  | 44      | Висконсинский университет         | 8     |
| 1961 | Вашингтонский университет                  | 17      | Миннесотский университет          | 7     |
| 1962 | Калифорнийский университет в Лос-Анджелесе | 3       | Миннесотский университет          | 21    |
| 1963 | Университет Южной Калифорнии               | 42      | Висконсинский университет         | 37    |
| 1964 | Вашингтонский университет                  | 7       | Иллинойсский университет          | 17    |
| 1965 | Университет штата Орегон                   | 7       | Мичиганский университет           | 34    |
| 1966 | Калифорнийский университет в Лос-Анджелесе | 14      | Университет штата Мичиган         | 12    |
| 1967 | Университет Южной Калифорнии               | 13      | Университет Пердью                | 14    |
| 1968 | Университет Южной Калифорнии               | 14      | Индианский университет            | 3     |
| 1969 | Университет Южной Калифорнии               | 16      | Университет штата Огайо           | 27    |
| 1970 | Университет Южной Калифорнии               | 10      | Мичиганский университет           | 3     |
| 1971 | Стэнфордский университет                   | 27      | Университет штата Огайо           | 17    |
| 1972 | Стэнфордский университет                   | 13      | Мичиганский университет           | 12    |
| 1973 | Университет Южной Калифорнии               | 42      | Университет штата Огайо           | 17    |
| 1974 | Университет Южной Калифорнии               | 21      | Университет штата Огайо           | 42    |
| 1975 | Университет Южной Калифорнии               | 18      | Университет штата Огайо           | 17    |
| 1976 | Калифорнийский университет в Лос-Анджелесе | 23      | Университет штата Огайо           | 10    |
| 1977 | Университет Южной Калифорнии               | 14      | Мичиганский университет           | 6     |
| 1978 | Вашингтонский университет                  | 27      | Мичиганский университет           | 20    |
| 1979 | Университет Южной Калифорнии               | 17      | Мичиганский университет           | 10    |
| 1980 | Университет Южной Калифорнии               | 17      | Университет штата Огайо           | 16    |
| 1981 | Вашингтонский университет                  | 6       | Мичиганский университет           | 23    |
| 1982 | Вашингтонский университет                  | 28      | Айовский университет              | 0     |
| 1983 | Калифорнийский университет в Лос-Анджелесе | 24      | Мичиганский университет           | 14    |
| 1984 | Калифорнийский университет в Лос-Анджелесе | 45      | Иллинойсский университет          | 9     |
| 1985 | Университет Южной Калифорнии               | 20      | Университет штата Огайо           | 17    |
| 1986 | Калифорнийский университет в Лос-Анджелесе | 45      | Айовский университет              | 28    |
| 1987 | Университет штата Аризона                  | 22      | Мичиганский университет           | 15    |
| 1988 | Университет Южной Калифорнии               | 17      | Университет штата Мичиган         | 20    |
| 1989 | Университет Южной Калифорнии               | 14      | Мичиганский университет           | 22    |
| 1990 | Университет Южной Калифорнии               | 17      | Мичиганский университет           | 10    |
| 1991 | Вашингтонский университет                  | 46      | Айовский университет              | 34    |
| 1992 | Вашингтонский университет                  | 34      | Мичиганский университет           | 14    |
| 1993 | Вашингтонский университет                  | 31      | Мичиганский университет           | 38    |
| 1994 | Калифорнийский университет в Лос-Анджелесе | 16      | Висконсинский университет         | 21    |
| 1995 | Орегонский университет                     | 20      | Университет штата Пенсильвания    | 38    |
| 1996 | Университет Южной Калифорнии               | 41      | Северо-Западный университет       | 32    |
| 1997 | Университет штата Аризона                  | 17      | Университет штата Огайо           | 20    |
| 1998 | Университет штата Вашингтон                | 16      | Мичиганский университет           | 21    |
| 1999 | Калифорнийский университет в Лос-Анджелесе | 31      | Висконсинский университет         | 38    |
| 2000 | Стэнфордский университет                   | 9       | Висконсинский университет         | 17    |
| 2001 | Вашингтонский университет                  | 34      | Университет Пердью                | 24    |
| 2002 | Университет Небраски-Линкольна             | 14      | Университет Майами                | 37    |
| 2003 | Университет штата Вашингтон                | 14      | Оклахомский университет           | 34    |
| 2004 | Университет Южной Калифорнии               | 28      | Мичиганский университет           | 14    |
| 2005 | Техасский университет в Остине             | 38      | Мичиганский университет           | 37    |
| 2006 | Университет Южной Калифорнии               | 38      | Техасский университет в Остине    | 41    |
| 2007 | Университет Южной Калифорнии               | 32      | Мичиганский университет           | 18    |
| 2008 | Университет Южной Калифорнии               | 49      | Иллинойсский университет          | 17    |
| 2009 | Университет Южной Калифорнии               | 38      | Университет штата Пенсильвания    | 24    |
| 2010 | Орегонский университет                     | 17      | Университет штата Огайо           | 26    |
| 2011 | Техасский христианский университет         | 21      | Висконсинский университет         | 19    |
| 2012 | Орегонский университет                     | 45      | Висконсинский университет         | 38    |
| 2013 | Стэнфордский университет                   | 20      | Висконсинский университет         | 14    |
| 2014 | Стэнфордский университет                   | 20      | Университет штата Мичиган         | 24    |
| 2015 | Орегонский университет                     | 59      | Университет штата Флорида         | 20    |
| 2016 | Стэнфордский университет                   | 45      | Айовский университет              | 16    |
| 2017 | Университет Южной Калифорнии               | 52      | Университет штата Пенсильвания    | 49    |
| 2018 | Оклахомский университет                    | 48      | Университет Джорджии              | 54    |
| 2019 | Вашингтонский университет                  | 23      | Университет штата Огайо           | 28    |
| 2020 | Орегонский университет                     | 28      | Висконсинский университет         | 27    |
| 2021 | Алабамский университет                     | 31      | Университет Нотр-Дам              | 14    |
| 2022 | TBD                                        |         | TBD                               |       |